# (3265) Fletcher
(3265) Fletcher es un asteroide perteneciente al cinturón de asteroides, descubierto el 9 de noviembre de 1953 por Karl Wilhelm Reinmuth desde el Observatorio de Heidelberg-Königstuhl, Alemania.

## Designación y nombre
Designado provisionalmente como 1953 VN2. Fue nombrado Fletcher en honor a Fletcher Christian que fue miembro de la tripulación del HMS Bounty.